# Nieuw Economisch Mechanisme (Hongarije)
Het Nieuw Economisch Mechanisme (Hongaars: Új gazdasági mechanizmus) was een belangrijke economische hervorming in de Volksrepubliek Hongarije dat na 1964 (en zeker na 1968) werd doorgevoerd en die zorgde voor een significante stijging van het welvaartspeil van de burgers in het land. Het systeem kende weliswaar de economische planning als uitgangspunt, maar nam bepaalde elementen van de markteconomie over, zoals (beperkte) economische decentralisatie en het toestaan van kleine privéondernemingen. Buitenlandse handel was niet meer primair gericht op socialistische staten, maar ging zich hoe langer hoe meer richten op het Westen. Hierdoor was het mogelijk (ook voor privéondernemingen) om luxegoederen te importeren uit het Westen die vervolgens op de vrije markt in Hongarije konden worden verkocht. 
Om de productie in de staatsbedrijven te verhogen kregen arbeiders en leiding van een bedrijf dat een vooraf gestelde productiedoelstelling had behaald een salarisverhoging; werd een doelstelling niet behaald, dan werd het salaris van de bedrijfsleiders (niet dat van de arbeiders) ingekort. Initiatieven vanuit de ondernemingen zelf werd aangemoedigd.
De gezichten achter het NEM waren minister van Financiën Rezső Nyers (1923-2018) en premier Jenő Fock (1916-2001).
Het economische systeem van Hongarije geldt als een voorloper van moderne vormen van de socialistische markteconomie. Geen enkel Warschaupactland kende zo'n grote economische vrijheid als Hongarije. Omdat het Hongaarse economische systeem zo afweek van dat van andere socialistische staten, werd het bij tijd en wijle sterk bekritiseerd door de leiding van de Sovjet-Unie. Het Hongaarse regime heeft echter nooit overwogen om democratische hervormingen door te voeren. Het "kádárisme" - zo genoemd naar partijleider János Kádár (1912-1989) -, ook wel "goulashcommunisme" genoemd, was gebaseerd op enige maatschappelijke pluraliteit in ruil voor het in standhouden van het machtsmonopolie van de communistische partij. Met de ineenstorting van het communistische regime in 1989 kwam er ook een einde aan het NEM.

## Prijscontrole
Onder het NEM kende men een drieledige vorm van prijscontrole:
- Vastgestelde prijzen: Voor basisbehoeften. De prijzen werden vastgesteld door de ministeries.
- Fluctuerende prijzen: Vaststelling van prijsmarges voor bepaalde producten, bijvoorbeeld brood. Binnen de marges kon de prijs fluctueren.
- Vrije prijzen: Voor luxegoederen, denk bijvoorbeeld aan cosmetica. Hiervoor bestonden geen regels en ontbrak overheidscontrole.